# Алсіп (Іллінойс)
Алсіп (англ. Alsip) — селище (англ. village) в США, в окрузі Кук штату Іллінойс. Населення — 19 063 особи (2020).

## Географія
Алсіп розташований за координатами 41°40′13″ пн. ш. 87°44′9″ зх. д. / 41.67028° пн. ш. 87.73583° зх. д. (41.670289, -87.735893).  За даними Бюро перепису населення США в 2010 році селище мало площу 16,82 км², з яких 16,55 км² — суходіл та 0,27 км² — водойми.

## Демографія
Згідно з переписом 2010 року, у селищі мешкало 19 277 осіб у 7511 домогосподарстві у складі 4842 родин. Густота населення становила 1146 осіб/км².  Було 7927 помешкань (471/км²).
Расовий склад населення:
| - 68,0 % — білих - 18,1 % — чорних або афроамериканців - 2,3 % — азіатів - 0,4 % — корінних американців - 0,1 % — вихідців з тихоокеанських островів - 8,6 % — осіб інших рас |

До двох чи більше рас належало 2,5 %. Частка іспаномовних становила 19,9 % від усіх жителів.
За віковим діапазоном населення розподілялося таким чином: 24,4 % — особи молодші 18 років, 63,8 % — особи у віці 18—64 років, 11,8 % — особи у віці 65 років та старші. Медіана віку мешканця становила 35,9 року. На 100 осіб жіночої статі у селищі припадало 91,1 чоловіків;  на 100 жінок у віці від 18 років та старших — 87,2 чоловіків також старших 18 років.
Середній дохід на одне домашнє господарство  становив 62 481 долар США (медіана — 53 517), а середній дохід на одну сім'ю — 71 344 долари (медіана — 65 045). Медіана доходів становила 45 030 доларів для чоловіків та 38 609 доларів для жінок. За межею бідності перебувало 10,2 % осіб, у тому числі 12,5 % дітей у віці до 18 років та 6,2 % осіб у віці 65 років та старших.
Цивільне працевлаштоване населення становило 9242 особи. Основні галузі зайнятості: освіта, охорона здоров'я та соціальна допомога — 19,4 %, роздрібна торгівля — 14,2 %, мистецтво, розваги та відпочинок — 13,1 %.